# لکه‌دار کردن (تیرگی)

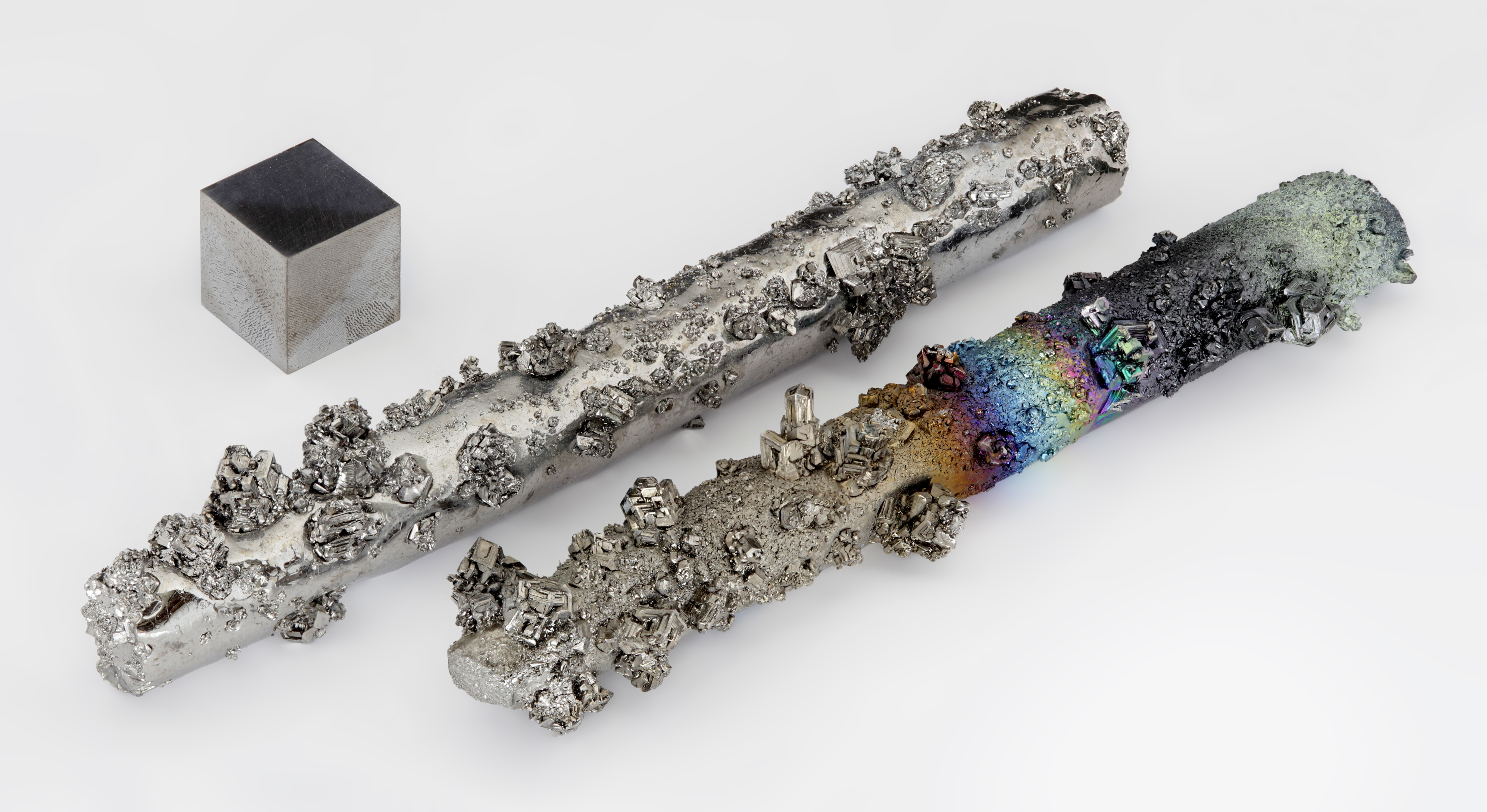
میله‌های تنگستن با کریستال‌های تبخیر شده، که تا حدی با تیرگی رنگارنگ، اکسید شده‌اند.

تیرگی لایه نازکی از خوردگی است که بر روی مس، برنج، آلومینیوم، منیزیم، نئودیمیم و سایر فلزات مشابه ایجاد می‌شود، در این فرایند خارجی‌ترین لایه فلز تحت یک واکنش شیمیایی قرار می‌گیرد. تیرگی همیشه تنها ناشی از اثرات اکسیژن موجود در هوا نیست. به عنوان مثال، نقره برای تیرگی سولفید هیدروژن نیاز دارد، اگرچه ممکن است به مرور زمان با اکسیژن هم کدر و دچار تیرگی شود. تیرگی اغلب به صورت یک لایه یا روکش مات، خاکستری یا سیاه روی فلز ظاهر می‌شود. تیرگی یک پدیده سطحی است که برخلاف زنگ‌زدگی خودمحدودشونده است. فقط چند لایه بالایی فلز واکنش می‌دهند و این لایه مهروموم شده کدر از لایه‌های زیرین در برابر واکنش محافظت می‌کند.
تیرگی در واقع فلز زیرین را در استفاده در فضای باز حفظ می‌کند و این شکل تیرگی پتینه نام دارد. تشکیل پتینه در کاربردهایی مانند سقف مسی، مجسمه‌ها و یراق‌آلات مسی، برنزی و برنجی در فضای باز ضروری است. پتینه نامی است که برای تیرگی فلزات بر پایه مس گفته می‌شود، در حالی که تونینگ اصطلاحی برای نوعی از تیرگی است که روی سکه‌ها ایجاد می‌شود.

## علم شیمی

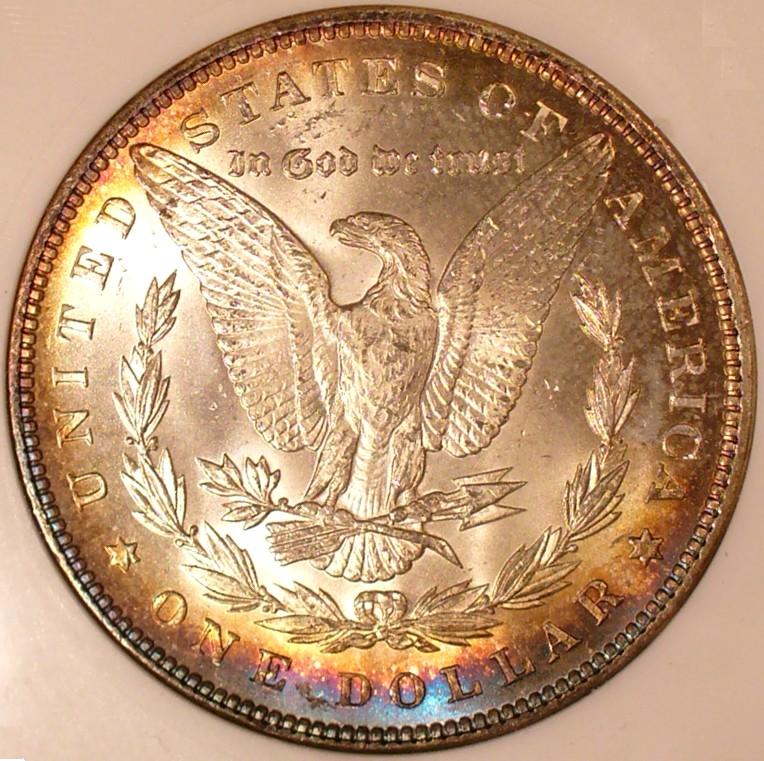
یک دلار مورگان که شکل رنگارنگی از رنگ آمیزی را در پشت خود نشان می‌دهد. درحالی‌که تیرگی و کدرشدن روی سایر اجسام فلزی به‌طور کلی پاک می‌شود، ممکن است مقداری رنگ روی سکهها از نظر زیبایی‌شناختی برای ارزش سکه، خوشایند یا مفید در نظر گرفته شود و بنابراین در محل نگهداری می‌شود.

تیرگی محصول یک واکنش شیمیایی بین یک فلز و یک ترکیب غیرفلزی به‌ویژه اکسیژن و دی‌اکسید گوگرد است. معمولاً محصول اکسیداسیون، یک اکسید فلزی یا گاهی اوقات سولفید یک فلز است. اکسید فلز گاهی با آب واکنش می‌دهد و هیدروکسید و دی‌اکسید کربن برای ساخت کربنات می‌سازد. که یک تغییر شیمیایی است. روش‌های مختلفی هم برای جلوگیری از تیرگی فلزات وجود دارد.

## چه فلزهایی دچار خوردگی می‌شوند
طلای ۲۴ عیار (طلای خالص که با فلزات دیگر مخلوط نشده‌است) و پلاتین دچار تیرگی نمی‌شوند. اما تقریباً تمام فلزات دیگر از جمله طلای کمتر از ۲۴ عیار، نقره، مس، برنج، آلومینیوم و منیزیم دچار تیرگی و خراب می‌شوند.

## تیرگی جواهرات
درست است که جواهرات طلا و پلاتین تیره و کدر نمی‌شوند، اما گران‌تر نیز هستند. آبکاری طلا یا رودیوم روی نقره یکی از گزینه‌های جلوگیری از تیرگی است. همچنین مواد شیمیایی جلوگیری کننده از تیرگی فلز وجود دارند که می‌توان آن‌ها را برای مدتی در فلز به کار برد. درحالی‌که این گزینه‌ها مانع از تیرگی می‌شوند، اما به‌طور دائم از آن جلوگیری نمی‌کنند. در ادامه مفصل دربارهٔ پیش‌گیری و حذف تیرگی توضیح خواهیم داد. آبکاری و مواد شیمیایی فرسوده می‌شوند و درنهایت فلز زیرین درمعرض عوامل ایجاد تیرگی قرار می‌گیرند.

## کاربرد اکسیدکننده‌ها
عوامل اکسیدکننده کاربردهای تجاری و صنعتی بی‌شمای دارند. تعدادی از این کاربردها در زیر ذکرشده است:
- سفید کردن پارچه‌ها
- تصفیه آب
- احتراق سوخت شامل استفاده از یک عامل اکسیدکننده
- ذخیره انرژی در باتری‌ها
- ولکانش لاستیک (افزایش مقاومت و کشش لاستیک)
- پراکسیدها و اکسیدکننده‌ها برای بسیاری از فرآیندهای بیولوژیکی مانند متابولیسم و فتوسنتز نیز حیاتی هستند.[۵]

## پیش‌گیری و حذف
استفاده از یک لایه نازک پولیش می‌تواند تا حدی از ایجاد تیرگی روی این فلزات جلوگیری کند. تیرگی را می‌توان با استفاده از پشم، فولاد، کاغذ سنباده، جوش‌شیرین یا یک فویل با مالش یا صیقل دادن حذف کرد. اشیاء زیبا (مانند نقره) ممکن است تیرگی الکتروشیمیایی معکوسی (غیرمخرب) با قرارگرفتن بر روی یک تکه فویل آلومینیوم در یک قابلمه آب جوش و با مقدار کمی از نمک یا جوش‌شیرین داشته باشند.
هنگامی که جواهرات از فلزاتی ساخته می‌شوند که می‌توانند تیره شوند، باید مراقب نحوه نگهداری آن‌ها باشید تا از تماس با ماده‌ای که می‌تواند باعث تیره شدن آن شود، جلوگیری کنید. قراردادن یک قطعه در معرض هوا به دلیل قرارگرفتن در معرض اکسیژن باعث تیرگی می‌شود، بنابراین این قطعات باید در یک جعبه یا کیسه نگهداری شوند. مطمئن شوید که گزینه ذخیره‌سازی شما برای این منظور طراحی‌شده‌است و از گوگرد در پارچه، چسب، کاغذ یا نخ استفاده نمی‌شود، زیرا ترکیبات گوگرد باعث ایجاد تیرگی می‌شوند.
پارچه ضدلک برای ساخت کیسه‌ها و ردیف‌کردن جعبه‌های جواهرات استفاده می‌شود. نوارهای ضدلک را می‌توان به فضای ذخیره‌سازی شما اضافه کرد تا حفاظت از تیرگی در فلزات را افزایش دهند. پارچه‌ها و کاغذهای ضدلک، هر دو حاوی موادی هستند که ترکیب مولد تیرگی را قبل از تماس با فلز جذب می‌کنند. این فرایند از ایجاد تیرگی جلوگیری می‌کند اما تیرگی موجود را از بین نمی‌برد.

## فایده تیرگی و اکسیدشدن آهن در پژوهشی جالب
زنگ‌زدن آهن همیشه یک فرایند مخرب در صنعت بوده‌است. اما یافته‌های اخیر محققان نشان می‌دهد که می‌توان از اکسیدشدن آهن، استفاده‌های مفیدی هم کرد. پژوهشگران به مشاهده نانوذرات آهن با قدرت تفکیک اتمی پرداختند و تبدیل آن به اکسید آهن (نه آن آهن زنگ‌زده بلکه شکل دیگری از اکسیدآهن) را مطالعه کردند و دریافتند که می‌توان از این فرایند برای تولید نوع جدیدی از کاتالیستها استفاده کرد.
آندرو کابوت از مؤسسه کاتالونیا معتقد است که این اولین باری است که فرایند اکسیداسیون با این جزئیات مورد مطالعه قرار گرفته‌است. زمانی که فلز اکسید می‌شود، اتم‌های اکسیژن به آن متصل می‌شوند و فلز زنگ می‌زند. اما آهن می‌تواند به اشکال مختلفی اکسید شود که برخی از آنها مفید هستند.
یوگانگ سان و همکارانش از دانشگاه تمپل اقدام به تولید نانوذرات اکسید آهن توخالی کردند که می‌تواند به‌عنوان کاتالیست برای تسریع فرآیندهای شیمیایی یا در رهاسازی دارو مورداستفاده قرارگیرد. اما تولید این نانوورق‌ها از نانوذرات طلا، نیازمند کنترل دقیق فرایند اکسیداسیون است.
اگر اتم‌های اکسیژن برای واردشدن به ساختار نانوذرات آهن سریع‌تر از اتم‌های آهن که درحال خارج‌شدن هستند عمل‌کنند، نانوذره ایجادشده شبیه به توپ جامد و سخت می‌شود. اگر خروج آهن سریع‌تر از ورود اکسیژن باشد، ساختار کروی توخالی ایجاد می‌شود؛ چیزی که محققان این پروژه به‌دنبال آن هستند.
کنترل این فرایند بسیار دشوار است چرا که دقیقاً مشخص نیست که این پوسته‌ها در مقیاس اتمی چگونه شکل می‌گیرند. تا پیش از این، مشاهده این فرایند انجام نشده‌بود؛ چرا که روش‌های میکروسکپی بسیار قوی تنها قادر به تصویربرداری دو بعدی بوده‌اند.
محققان برای حل این مشکل از شلیک اشعه ایکس استفاده کردند. آنها پرتوهای اشعه ایکس که از نانوذرات اکسیدشده بازگشتند را اندازه‌گیری کرده و از مدل‌های کامپیوتری برای شبیه‌سازی چگونگی حرکت اتم‌ها و انجام واکنش شیمیایی استفاده کردند. نتایج نشان‌داد که با اکسیدشدن نانوذرات، حفره‌های کوچکی توسعه‌یافته و باهم ترکیب‌شده و در نهایت یک حفره توخالی با پوسته اکسید آهن شکل می‌گیرد.